# Tetracanthella uniseta
Tetracanthella uniseta är en urinsektsart som beskrevs av Louis Deharveng 1987. Tetracanthella uniseta ingår i släktet Tetracanthella och familjen Isotomidae. Inga underarter finns listade i Catalogue of Life.